# アジアジムグリガエル
アジアジムグリガエル（亜細亜地潜蛙、Kaloula pulchra）は、ヒメアマガエル科ジムグリガエル属に分類されるカエル。

## 分布
インド、カンボジア、スリランカ、中華人民共和国南部、ネパール、バングラデシュ、ベトナム、マレーシア、タイ、ミャンマー、ラオスに自然分布。インドネシア（スラウェシ島、ボルネオ島）、シンガポール、マレーシア（ボルネオ島）へ移入。

## 形態
体長5.5-7.5cm。オスよりもメスの方が大型になり、オスは最大でも体長6cmほど。体色は暗褐色で、吻端から体側面にかけて明褐色の筋模様が入る。この色彩によって林床では体の輪郭が不明瞭になり、保護色になると考えられている。
前肢の指の先端は三角形状に広がる。

## 生態
平地の森林や水辺に生息する。地表棲だが、樹上で見られることもある。夜行性で、昼間は落ち葉や石の下などで休む。外敵に襲われると、四肢を突っ張って体を膨らませて自分を大きく見せ、相手を威嚇する。
食性は動物食で、昆虫類（主にアリ）などを食べる。
繁殖形態は卵生。雨季にできた水溜まりに集まり、オスは水面に浮かびながらメイティングコールを行う。

## 人間との関係
環境に対する順応性が高く、市街地やゴミ捨て場などにも生息し、生息地では生息数が最も多いカエルの1つとされる。
ペットとして飼育されることもあり、日本にも輸入されている。属内では最も流通量が多い。野生個体のみが流通する。テラリウムで飼育される。ケージにはヤシガラ土や腐葉土などの保湿力があり、潜りやすい床材を厚めに敷く。その際に床材の表面がやや乾燥して底の方が湿っている状態にし、地中に潜ることで生体が適した湿度を選択できるようにする。床材に挿し水をしたり、夜間や消灯時に霧吹きで水分を与える。頭部および口が小型のため、体に対して小型の餌（コオロギなど）を与える。
2016年10月1日より特定外来生物による生態系等に係る被害の防止に関する法律に基づき、特定外来生物に指定され、飼育は禁止されている。